# 坂井順子
坂井 順子（さかい じゅんこ、1972年11月12日 - ）は、日本の元アイドルであり、女優である。

## 来歴・人物
1972年（昭和47年）生まれ。東京都出身。姉と兄がいる。堀越高等学校卒業。同級生の相川恵里と仲が良かったが、歌手デビューできない気後れから次第に疎遠となったと言う。
1987年（昭和62年）に行われた、第12回 「ホリプロタレントスカウトキャラバン」でグランプリを受賞、芸能界入りした。

## 出演

### テレビドラマ
- 明日に向って走れ! （1990年）[1]
- 水曜グランドロマン ママとボクの受験ゲーム （1990年2月21日）- かおり 役[1]
- 世にも奇妙な物語
  - 「楊貴妃の双六」・「おじいちゃんの恋文」（1990年）
- 許されぬ唄（1992年）- 蔭山みどり 役
- 火曜サスペンス劇場 「小京都ミステリー12」（1994年） ‐ 沼田早苗 役
- 重甲ビーファイター 第31話「危ないお嬢さま」（1995年） ‐ 白鳥美鈴 役

### テレビ（ドラマ以外）
- ドーナツ6（1989年）
- 姫TV（1989年）
- スーパーゲームクイズ覇王（1994年）

### ビデオ
- ストロベリータイムス4 如月三姉妹の逆襲（1990年）
- 初体験物語（1991年）

### ミュージカル
- ピーター・パン（1989年8月公演、ウェンディ役）

### CM
- 東芝ワードプロセッサー「Rupo JW05PV」（1994年）

## 作品

### 雑誌
- DELUXEマガジンORE
  - 1989年5・6・9・11月号
  - 別冊DELUXEマガジンORE NO.4（1989年11月） - 表紙・巻頭グラビア

## その他
- 映画監督の池田剛は、小学校時代の同級生である。